# Aorere River
Der Aorere River ist ein Fluss in der Region Tasman auf der Südinsel von Neuseeland.

## Geographie
Der Aorere River entspringt rund 680 m nördlich eines 1535 m hohen Gipfels an den nördlichen Flanken der Dommet Range, die zu den Tasman Mountains gezählt werden. Nach einer zunächst nördlichen Flussrichtung des Aorere River, wechselt der Fluss nach dem linksseitigen Zufluss durch den Spey River seine Richtung für rund 6 km nach Nordosten, um dann nach dem Zufluss durch den rechsseitgen Burgoo Stream wieder nach Norden zu fließen. Die letzten rund 38 km des Aorere River finden wieder eine nordöstliche Ausrichtung, bevor der Fluss nördliche angrenzend an Collingwood nach insgesamt 66 Flusskilometer in die Golden Bay / Mohua und damit in die Tasmansee mündet.
Als linksseitigen Nebenflüsse tragen der Spey River und der Kaituna River seine Wässer zu und von der rechten Seite tun dies die Flüsse Clark River, Boulder River und Slate River.